# Scaphyglottis monspirrae
Scaphyglottis monspirrae är en orkidéart som beskrevs av Robert Louis Dressler. Scaphyglottis monspirrae ingår i släktet Scaphyglottis och familjen orkidéer.
Artens utbredningsområde är Panamá. Inga underarter finns listade i Catalogue of Life.